# Jefferson City Coca-Cola Bottling Company
La Jefferson City Coca-Cola Bottling Company est un embouteilleur indépendant de Coca-Cola et de boissons non alcoolisées dans la région de Jefferson City au Missouri créée en 1892 et une entreprise familiale. 

## Historique
En 1892, le brasseur Jacob F. Moerschel achète la brasserie C. & L. Wagner Brewery implantée sur Dunklin Street à Jefferson City et la baptise Capitol Brewery,,. Jacob F. Moerschel est un immigrant allemand originaire de Miltenberg qui a réussi dans la production d'alcool à Saint Charles, Missouri. En 1895, JacobF achète les locaux de la Franz Brewery située sur Bolivar Street et qui avait cessé ses activités en 1893.  Le terrain sera toutefois plus tard offert à une congrégation religieuse les Sisters of Saint Mary. Afin d'augmenter sa production il étend le site sur la Jefferson Street en 1896. Jacob F. rachète les parts de son frère dans Capitol Brewery et place ses fils à la tête, Jacob W. et Ernst C. Moerschel. 
À la suite du Volstead Act qui met en place la prohibition d'alcool, en 1922, l'entreprise se rebaptise Moerschel Products et se diversifie dans les sodas, la glace et la réfrigération dont la viande et les boissons pour les grossistes locaux,. Elle achète une franchise à la Coca-Cola Company,.
Lors de l'arrêt de la prohibition en 1933, l'entreprise reprend la production d'alcool mais stoppera en 1947,. Un nouveau siège social au 604 Jefferson Street. L'édifice conçu par l'architecte John Schaper reprend le quatrième modèle architectural de style Art déco défini par la Coca-Cola Company et imposé à ses franchisés par le Comité de standardisation établi en 1929.
En 1944, la société se renomme Jefferson City Coca-Cola Bottling Company,. En 1955, Rose Mary Moerschel qui a épousé Carl F. Vogel donne naissance à Carl M. Vogel (en). Jusqu'en 1973,  Carl F. Vogel gère l'entreprise acquise en dot tandis que Rose Mary continue son travail d'infirmière. Leur troisième fille Emily Talken prend alors la direction de l'entreprise jusqu'à sa mort en 2011 et son frère benjamin Carl M. Vogel prend la suite.
En décembre 2001, la société stoppe la production de produits Coca-Cola au profit de la distribution,.
En 2008, la mairie déclare le siège social situé au 604 Jefferson Street un monument historique
En 2016, Jake Vogel devient la cinquième génération à prendre la tête de l'entreprise,.